# Блінув-Перший (Люблінське воєводство)
Блінув-Перший (пол. Blinów Pierwszy) — село в Польщі, у гміні Шастарка Красницького повіту Люблінського воєводства.
Населення — 683 особи (2011).
У 1975-1998 роках село належало до Тарнобжезького воєводства.

## Демографія
Демографічна структура станом на 31 березня 2011 року:
|          | Загалом | Допрацездатний вік | Працездатний вік | Постпрацездатний вік |
| -------- | ------- | ------------------ | ---------------- | -------------------- |
| Чоловіки | 350     | 77                 | 220              | 53                   |
| Жінки    | 333     | 57                 | 164              | 112                  |
| Разом    | 683     | 134                | 384              | 165                  |